# Rhenaer Viadukt
Der Rhenaer Viadukt ist eine einspurige Eisenbahnbrücke der Uplandbahn bei Rhena, einem Stadtteil von Korbach im nordhessischen Landkreis Waldeck-Frankenberg (Deutschland). Es handelt sich um eine Bogenbrücke aus Naturstein und Schüttbeton mit vier Brückenbögen, drei Brückenpfeilern und zwei Widerlagern. Er wird – nach einer zeitweisen Unterbrechung von 1999 bis 2003 – noch heute für den Eisenbahnverkehr genutzt.

## Geographische Lage
Der Viadukt, beim Kilometer 47,1 der von Korbach über Brilon Wald nach Brilon Stadt führenden Uplandbahn, überbrückt ein enges Bachtal über einen kleinen, von Norden kommenden Nebenfluss der Rhena und eine parallel dazu verlaufende Landstraße etwa 1 km nördlich des alten Dorfkerns von Rhena.

## Geschichte
Der Viadukt wurde, ebenso wie der 2 Kilometer entfernte bei Bömighausen, von 1915 bis 1916 von der Königlich Preußischen Staatseisenbahn durch die Eisenbahndirektion Cassel erbaut. Nach Fertigstellung dieser beiden wurde der Streckenabschnitt Lelbach/Rhena – Eimelrod am 1. April 1916 in Betrieb genommen.
Im November 1999 wurde der Verkehr von Korbach nach Brilon Wald unter anderem wegen schweren Mängeln an den Viadukten bei Willingen, Usseln, Rhena und Bömighausen vorübergehend eingestellt. Mittels eines neu entwickelten Verfahrens wurden die Viadukte bei Usseln und Willingen 2002 bzw. 2003 saniert. Die Pfeiler, deren Inneres aus geschüttetem Beton unterschiedlicher Qualität und Festigkeit bestand, wurden mit zahlreichen Bohrungen von 80 mm Durchmesser bis in die Fundamente und die Gewölbebögen mit Bohrungen von 30 mm Durchmesser versehen, und diese Löcher wurden dann mit einer Zementsuspension gefüllt, was nach dem Aushärten für neue Festigkeit sorgte. Die Außenfassade wurde mit Wasserdruck von 2000 bar gereinigt, loses Gestein wurde abgetragen, und dann wurde mit Spritzbeton eine neue Außenhülle hergestellt. Auch der Überbau der Viadukte wurde komplett erneuert, wobei die aus dem Jahr 1916 stammenden Schwellen durch Y-förmige Stahlschwellen und auch die Schienen aus dem Jahr 1960 ersetzt wurden. Die kleineren Viadukte bei Rhena und Bömighausen, bei denen ebenfalls bereits mindestens seit den 1980er Jahren dringender Sanierungsbedarf bestand, wurden 2003 auf die gleiche Weise grundlegend erneuert. Nach diesen umfassenden Sanierungsarbeiten konnte der Bahnbetrieb auf der Strecke im Dezember 2003 wieder aufgenommen werden.